# Отноженский
Отноженский — посёлок в Константиновском районе Ростовской области России.
Входит в Стычновское сельское поселение.

## Население
| 2010 |
| ---- |
| 121  |

## Улицы
В посёлке имеются две улицы: Вербная и Весёлая.